# Vương quốc Kongo
Vương quốc Kongo (tiếng Kongo: Kongo dya Ntotila hay Wene wa Kongo; tiếng Bồ Đào Nha: Reino do Congo) là một quốc gia tại châu Phi nằm ở phía tây nam châu Phi, phía tây bắc của Angola, bao gồm Cabinda, Cộng hòa Congo, phần phía tây của Cộng hòa Dân chủ Congo và phần trung tâm phía nam của Gabon. Ở mức tối đa, nó kéo dài từ Đại Tây Dương ở phía tây đến sông Cuango ở phía đông và từ sông Ogoué ở Gabon hiện tại ở phía bắc đến sông Cuanza ở phía nam. Vương quốc Kongo được thành lập Ntinu Wene vào thế kỷ XIII.
Quốc gia này được cai trị bởi một nhà lãnh đạo tên là Vua bởi người châu Âu, manikongo. Nó bao gồm chín tỉnh và ba vùng (Ngoyo, Kakongo và Loango), nhưng khu vực ảnh hưởng của nó cũng mở rộng đến các quốc gia độc lập như Ndongo, Matamba, Cassange và Quissama. Thủ đô là M'banza-Kongo (theo nghĩa đen thành phố Congo), sau đó đổi tên São Salvador do Congo sau khi các điểm tiếp xúc đầu tiên với Bồ Đào Nha và chuyển đổi từ manikongo đến Công giáo vào thế kỷ 16, và đổi tên thành M'Banza Kongo năm 1975.

## Lịch sử
Theo truyền thuyết, người sáng lập ra nhà nước là nhà lãnh đạo Nimi-a-Lukeni (tên gọi khác là Ntinu Wene), người đi cùng với một binh sĩ từ vùng sông Kongo ở phía đông đất nước. Đứng đầu nhà nước là nhà vua, mang tước hiệu mani-congo. Một vai trò quan trọng cũng được đưa ra bởi hội đồng của giới quý tộc, người quyết định sự lựa chọn của người thừa kế trong thời gian xen kẽ (quyền thừa kế tuân theo các quy tắc của luật mẹ - từ chú đến cháu trai - con trai của chị gái, từ anh trai đến em trai). Các mối quan hệ phong kiến hình thành trong nước được đan xen với các thể chế của hệ thống thị tộc, và chế độ nô lệ trong nước cũng tồn tại. Thủ công mỹ nghệ phát triển.
Đến giữa thế kỷ 15, vương quốc Congo đã đạt đến đỉnh cao quyền lực, mở rộng quyền lực đến các bờ phía bắc của sông Congo và biến Ngoyo, Loango, Kakongo, Ndongo và các thực thể công cộng khác trở thành phụ lưu của họ.
Vào cuối thế kỷ 15, sau những lần tiếp xúc đầu tiên của người Congo với các thủy thủ Bồ Đào Nha dưới sự chỉ huy của Diogu Caen, người Bồ Đào Nha đã vào vương quốc Congo. Người Bồ Đào Nha đã bán súng, sản xuất hàng hóa cho người châu Phi, và đổi lại nhận được nô lệ và ngà voi.
On ngày 3 tháng 5 năm 1491 năm mani-Congo Bà đã và Nkuvu dưới cái tên Juan tôi lấy giáo bởi các nhà truyền giáo Bồ Đào Nha. Người vợ lớn tuổi của anh ấy và con trai Nzinga Mbemba (Afonso I) đã được rửa tội với anh ấy. Họ đã nhận được tên của nhà vua Bồ Đào Nha, vợ và con trai của ông, tương ứng. Mặc dù thực tế là cam kết của người Công giáo da đen đầu tiên đối với Kitô giáo phần lớn là chính thức, nó đã mở đường cho các hoạt động tiếp theo của các nhà truyền giáo Bồ Đào Nha và Pháp trong khu vực. Vì vậy, ông hy vọng sẽ tìm được một đồng minh chính trị mới và có được súng. Tuy nhiên, kết quả đầu tiên của việc thiết lập quan hệ chính trị là các trường hợp nô lệ của người Bồ Đào Nha bởi người dân địa phương.
Sau khi các đồn điền được thành lập ở Sao Tome và Principe vào đầu thế kỷ 16, số lượng nô lệ xuất khẩu từ Congo đã tăng lên đáng kể. Khi điều này gia tăng, dân số cộng đồng bất mãn với các hoạt động của người châu Âu (thương nhân nô lệ và nhà truyền giáo) ngày càng tăng.
Nếu Juan I trao cho người Bồ Đào Nha độc quyền xuất khẩu nô lệ, hy vọng rằng nó sẽ trở thành một nguồn làm giàu bổ sung, Afonso I đã buộc phải ngừng hỗ trợ các nhà truyền giáo châu Âu và từ bỏ Kitô giáo, vì sợ mất sự ủng hộ của dân chúng. Sự bất mãn của người dân Bồ Đào Nha đã được thể hiện, trong số những điều khác, trong sự xuất hiện của các phong trào tôn giáo mới (đặc biệt là dị giáo Antôn). Nhà cai trị tiếp theo của Congo Diogo (1545-1561) đã có thể tạm thời trục xuất người Bồ Đào Nha.